# کازوهیده تاکاهاما
کازوهیده تاکاهاما (به انگلیسی: Kazuhide Takahama)، (زادهٔ ۱۹۳۰ میلادی در نوبئکا - درگذشتهٔ ۱۰ فوریه ۲۰۱۰ میلادی در بولونیا)؛ معمار و طراح اهل ژاپن بود.

## زندگی‌نامه
او در سال ۱۹۳۰ میلادی متولد شد و در رشتۀ معماری در توکیو تحصیل کرد و پس از فارغ‌التحصیلی به استودیوی کازوئو فوجیوکا پیوست.
در سال ۱۹۵۷ میلادی او به ایتالیا رفت تا بر راه‌اندازی و معماری پاویونی که ژاپن با آن برای اولین بار در یازدهمین تری‌یناله دی میلانو شرکت کرد، نظارت کند؛ جایی که او با طراح و کارآفرین دینو گاوینا (۲۰۰۷–۱۹۲۲ میلادی) آشنا شد و با او همکاری حرفه‌ای را آغاز کرد که تا آخر عمر ادامه داشت. در نتیجۀ این تجربه در سال ۱۹۶۴ میلادی به بولونیا نقل مکان کرد و به عنوان طراح مبلمان و چراغ در کارخانۀ سن لاتسارو مشغول به کار شد.
در سال ۱۹۶۸ میلادی گاوینا شرکت خود گاوینا اس.پی.ای. را به نول اینترنشنال فروخت، با کارخانۀ مرتبط خود فولینیو، که توسط آکیله کاستیلیونی طراحی شده بود، و به همراه ماریا سیمونچینی (۲۰۱۰–۱۹۲۷ میلادی) شرکت تولیدی سیمون اینترنشنال (که بعداً توسط کاسینا خریداری شد) را تأسیس کرد و سال بعد نمایشگاه و مرکز تجاری به نام مارسل دوشان در بولونیا با مشارکت نقاش و عکاس معروف دادائیست، من ری افتتاح کرد.
در این مکان‌های جدید، تاکاهاما فرصت همکاری با معمار و طراح معروف کارلو اسکارپا را پیدا کرد و در سال‌های بعد فعالیت حرفه‌ای مستمر و شدیدی را انجام داد که منجر به ایجاد انواع مبلمان و چراغ‌ها شد که هنوز هم آثار هنری زیادی را شامل می‌شوند، که همیشه با سادگی و تمیزی فرمی زیاد و اغلب به اندازۀ ترکیب‌بندی‌های دقیق ذن شناخته می‌شوند.
همکارانش می‌گفتند، او آنقدر ساکت بود که او را «مرد سنگی» خطاب می‌کردند، اما حضورش به وضوح قابل درک بود.
تاکاهاما تا زمان مرگش در سال ۲۰۱۰ میلادی به فعالیت خود به عنوان طراح ادامه داد.

## آثار
- مبل‌ها و صندلی‌های راحتی «نائکو» (NAEKO)، (۱۹۵۸ میلادی).
- ظروف ماژولار قابل تنظیم مجدد «دادا» (DADA)، (۱۹۶۳ میلادی) برای کاسینا.
- صندلی بلند دو نفرهٔ «سوزان» (SUZANNE)، (۱۹۶۵ میلادی).
- صندلی میله فولادی کرومی «تولو» (TULU)، (۱۹۶۸ میلادی) برای سیمون.
- طراحی کارخانهٔ سیمون در کالچینلی دی سالتارا (پزارو).
- صندلی میله فولادی کرومی «یانو» (JANO)، (۱۹۶۹ میلادی).
- صندلی تکیه‌گاه پشتی بلند «کازوکی» (KAZUKI)، (۱۹۷۰ میلادی) برای گاوینا.
- صندلی میله فولادی کرومی «ساگی» (SAGHI)، (۱۹۷۲ میلادی).
- کنسول لاکی «آنتلا» (ANTELLA)، (۱۹۷۴ میلادی) برای کاسینا.
- میزهای قهوهٔ سه‌گانه فولاد و شیشه یا پلی‌استر «مارسل تی» (MARCEL T)، (۱۹۷۴ میلادی).
- مبلمان لاکی از سری «برامانته» (BRAMANTE)، (۱۹۷۵–۱۹۷۴ میلادی) برای کاسینا.
- مبل‌ها و صندلی‌های راحتی «مارسل» (MARCEL)، اهداء شده به دوشان، (۱۹۷۴ میلادی).
- چراغ کف «توتم» (TOTEM)، (۱۹۷۵ میلادی) برای سیراح.
- میز پلی‌استر «لوپ» (LOOP)، (۱۹۷۷ میلادی).
- صندلی «گایا» (GAJA)، (۱۹۷۸ میلادی).
- قفسۀ کتاب ماژولار «اولینتو» (OLINTO)، اهداء شده به پدر اولینتو مارلا.
- چراغ رومیزی «میچنه» (MICENE) و «دوریا» (DORIA).
- صندلی «نائزیکا» (NAUSIKA).
- صندلی «جونا» (DJUNA)، (۱۹۸۳ میلادی).
- صندلی «کازوکی» (KAZUKI)، برای گاوینا.
- چراغ شیشه‌ای مورانو «تیکی» (TIKI).
- چراغ «ایزیده» (ISIDE)، (۱۹۹۱ میلادی).
- چراغ «کومو» (KUMO).
- چراغ «مگنولیا» (MAGNOLIA)، (۲۰۰۴ میلادی).
- پناهگاه‌های مدل «متروپولیس» (METROPOLIS)، برای شبکۀ حمل‌و‌نقل شهری آتی‌چی بولونیا.
- سیستم مبلمان شهری «پارادیزو ترستره» (PARADISO TERRESTRE) (به معنی: بهشت زمینی).